# レオン・レーダーマン
レオン・マックス・レーダーマン（Leon Max Lederman, 1922年7月15日 - 2018年10月3日）はアメリカ合衆国の実験物理学者。2代目の所長としてフェルミ国立加速器研究所を1978年から1988年まで率いた。1988年ニュートリノビーム法、およびミューニュートリノの発見によるレプトンの二重構造の実証によりノーベル物理学賞を受賞した。「笑う実験物理学者」の異名をもち、著書に『神がつくった究極の素粒子』（原題: The God Particle）などがある。

## 来歴
ニューヨーク州バッファローに生まれた。1943年ニューヨーク市立大学シティカレッジ卒業。1951年コロンビア大学で博士号を取得、1989年の定年退職までコロンビア大学で教鞭を執った。その間、Eugene Higgins Professorに就任し、フェルミ国立加速器研究所の所長も兼務した。1962年にブルックヘブンの陽子加速器を使って、ニュートリノの反応を調べ電子ニュートリノとμニュートリノが別のものであることを証明した。1977年ボトムクォークと反ボトムクォークの対である「ウプシロン中間子」を発見した。1978年から1988年までフェルミ国立加速器研究所の所長を務めた。コロンビア大学退職後も、シカゴ大学、イリノイ工科大学で教えた。
2018年10月3日、96歳で死去。

## 受賞歴
- アメリカ国家科学賞（1965年）
- エリオット・クレッソン・メダル（1976年）
- ウルフ賞物理学部門（1982年）
- リヒトマイヤー記念賞（1986年）
- ノーベル物理学賞（1988年）
- エンリコ・フェルミ賞(1992年)
- ワシントン賞(1992年)
- フィリップ・アベルソン賞(2000年)
- ヴァネヴァー・ブッシュ賞(2012年)